# Antoigné
Antoigné ist eine französische Gemeinde mit 450 Einwohnern (Stand: 1. Januar 2022) im Département Maine-et-Loire in der Region Pays de la Loire. Die Gemeinde gehört zum Arrondissement Saumur und zum Kanton Doué-en-Anjou. Die Einwohner werden Antoignéens genannt.

## Lage
Antoigné liegt etwa 50 Kilometer südöstlich von Angers. Im Osten verläuft der Fluss Dives, im Westen die Losse. Umgeben wird Antoigné von den Nachbargemeinden Montreuil-Bellay im Norden, Pouançay im Nordosten, Berrie im Osten, Tourtenay und Saint-Cyr-la-Lande im Süden, Brion-près-Thouet im Südwesten sowie Saint-Martin-de-Sanzay im Westen.

## Bevölkerungsentwicklung
| Jahr                       | 1962 | 1968 | 1975 | 1982 | 1990 | 1999 | 2006 | 2018 |
| Einwohner                  | 481  | 471  | 448  | 442  | 418  | 414  | 461  | 464  |
| Quellen: Cassini und INSEE |      |      |      |      |      |      |      |      |

## Sehenswürdigkeiten
- Dolmen du Griffier, Monument historique seit 1984

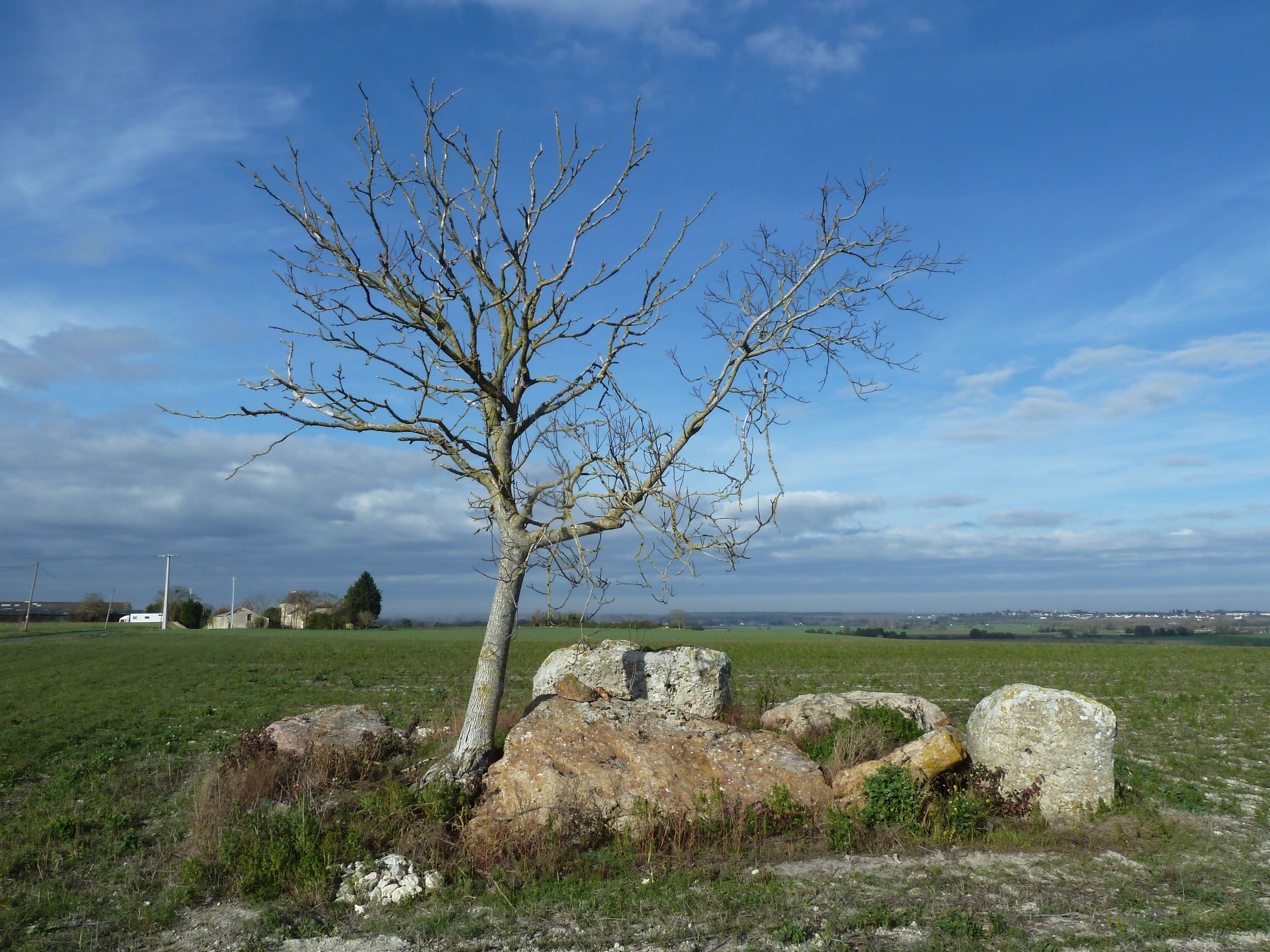
Dolmen du Griffier

- Kirche Saint-Martin

## Weinbau
Die Reben in Antoigné gehören zum Weinbaugebiet Anjou.